# Robert Delathouwer
Robert Delathouwer (Etterbeek, 18 augustus 1953) is een Belgisch politicus voor de SP, sp.a en Vooruit.

## Levensloop
In 1978 studeerde Delathouwer af als licentiaat in de criminologie aan de Vrije Universiteit Brussel. Na zijn legerdienst ging hij in 1980 als ambtenaar aan de slag op het ministerie van Binnenlandse Zaken. Later werd hij tevens provinciaal coördinator voor burenbemiddeling bij de gouverneur van Vlaams-Brabant.

### Politieke carrière
In 1983 werd hij voor de SP verkozen tot OCMW-raadslid van Koekelberg en bleef dit tot in 1988. Sinds 1989 is hij gemeenteraadslid van de gemeente, waar hij van 1989 tot 1999 en van 2006 tot 2016 schepen en van 1999 tot 2003 verhinderd schepen was. In januari 2016 nam hij ontslag als schepen omdat hij plaats wilde ruimen voor de jongeren. Als schepen was Delathouwer bevoegd voor Burgerlijke Stand, Tewerkstelling, Sport, Volksgezondheid, Gelijke Kansen en Nederlandstalige aangelegenheden als Onderwijs, Cultuur, Jeugd en Bibliotheek.
Van 1995 tot 1999 was Delathouwer vier jaar lid van de Kamer van volksvertegenwoordigers. Hij werd er voorzitter van de parlementaire commissie voor de comités P en I. Daarnaast zetelde hij van 1992 tot 1995 en van 2003 tot 2004 in het Brussels Hoofdstedelijk Parlement, waar hij van 1992 tot 1995 SP-fractievoorzitter en van 2003 tot 2004 voorzitter van de sp.a-Agalev-fractie was. Van 1999 tot 2003 was hij dan weer staatssecretaris voor Mobiliteit, Openbaar Ambt, Brandbestrijding en Medische Bulpdiensten in de Brusselse Hoofdstedelijke Regeringen Simonet I, de Donnea en Ducarme. Op 15 september 2003 nam hij ontslag als staatssecretaris en werd in deze hoedanigheid opgevolgd door Pascal Smet.
Hij was voorts van 1990 tot 1995 voorzitter van de raad van bestuur van het Brusselse stads- en streekvervoerbedrijf MIVB, vanaf 1994 commissaris van de koepel van de Brusselse openbare en universitaire ziekenhuizen Iris, van 1999 tot 2003 voorzitter van het College van de Vlaamse Gemeenschapscommissie en van 2005 tot 2007 voorzitter van de Brusselse Gewestelijke Dienst voor Arbeidsbemiddeling (BGDA, onder zijn bestuur tot Actiris omgevormd).
Tussen 2006 en 2015 cumuleerde hij 5 à 11 mandaten, waarvan 2 à 3 bezoldigd.

### Brussels dialect
Delathouwer geldt als een kenner en promotor van het Brussels dialect. Hij geeft hierover les, organiseert jaarlijks mee de Weik van 't Brussels, acteert mee bij het Brussels Volkstejoêter (BVT), leest en brengt Brusselse 'powezee', vertaalt strips in het Brussels en geeft wekelijks de Brusselse elektronische Gazet van Brussel uit.